# Tapan Sinha
Tapan Sinha (Calcutta, 2 ottobre 1924 – Calcutta, 15 gennaio 2009) è stato un regista indiano, considerato assieme a Satyajit Ray e Mrinal Sen uno dei più noti registi di Bollywood in lingua bengalese.

## Biografia
Nato a Calcutta ma cresciuto a Bihar, si laureò in fisica nel 1946 all'università di Calcutta. Trovò lavoro come tecnico del suono e lavorò - tra gli altri con Satyen Boses. Si trasferì poi a Londra (1950- 1951), dove lavorò ai Pinewood Studios.
La sua prima esperienza alla regia fu nel 1954 (Ankush). Da allora diresse numerosi film che gli valsero numerosi premi e riconoscimenti. Tra gli altri, 19 National Film Awards in diverse categorie, il premio Unicef al Festival di Berlino, oltre ad una nomination per l'Orso d'oro (1957, per Kabuliwala) e partecipazioni ai festival di Venezia, Locarno, Londra, San Francisco (fu anche membro della giuria), Mosca (nomination per il miglior film nel 1971).
È morto il 15 gennaio 2009 per una broncopolmonite. La moglie, l'attrice Arundhati Devi, era morta nel 1990. Il figlio Anindya Sinha è un affermato zoologo.

## Filmografia
- Ankush (1954)

- Upahaar (1955)
- Tonsil (1956)
- Kabuliwala (1957)
- Lauha Kapat (1958)
- Kala Mati (1958)
- Khaniker Atithi (1959)
- Hungry Stones (Khudhito Pashan, 1960)
- Jhinder Bandi (1961)
- Hansuli Banker Upakatha (1962)
- Nirjan Saikate (1963)
- Jatugriha (1964)
- Arohi (1964)
- Atithi (1965)
- Galpo Holeo Satti (1966)
- Hatey Bazarey (1967)
- Apanjan (1968)
- Sagina Mahato (1970)
- Ekhoni (1971)
- Zindagi Zindagi (1972)
- Aandhar Periye (1973)
- Sagina (1974, Hindi)
- Raja (1975)
- Harmonium (1976)
- Ek Je Chhilo Desh (1977)
- Safed Haathi (1978)
- Sabuj Dwiper Raja (1979)
- Banchharamer Bagan (1980)
- Adalat o Ekti Meye (1982)
- Aadmi Aur Aurat (1982)
- Manush (1983)
- Didi (1984)
- Baidurya Rahasya (1985)
- Atanka (1986)
- Aaj Ka Robin Hood (1987)
- Ek Doctor Ki Maut (1991)
- Antardhan (1992)
- Wheel Chair (1994)
- Daughters of This Century (1999)
- Hutumer Naksha
- Ajab Gayer Ajab Katha (1998)
- Anokha Moti (2000)